# Borboropactus australis
Borboropactus australis is een spinnensoort uit de familie van de krabspinnen (Thomisidae).
De wetenschappelijke naam van de soort werd in 1937 als Regillus australis gepubliceerd door Reginald Frederick Lawrence.